# Беловеж (Ровненская область)
Белове́ж (укр. Біловіж) — село, центр Беловежского сельского совета Рокитновского района Ровненской области Украины.
Население по переписи 2001 года составляло 1021 человек. Почтовый индекс — 34222. Телефонный код — 3635. Код КОАТУУ — 5625080401.

## Местный совет
34222, Ровненская обл., Рокитновский р-н, с. Беловеж, ул. Центральная, 26.